# L. Mendel Rivers
Lucius Mendel Rivers, meglio noto come L. Mendel Rivers (Gumville, 28 settembre 1905 – Birmingham, 28 dicembre 1970), è stato un politico statunitense, membro della Camera dei Rappresentanti per lo stato della Carolina del Sud dal 1941 al 1977.

## Biografia
Nato in un piccolo centro della Carolina del Sud, Lucius Mendel Rivers crebbe in una fattoria a St. Stephen. Nel 1915, all'età di otto anni, restò orfano di padre, morto di polmonite. La famiglia attraversò una crisi economica, al termine della quale la casa e la fattoria vennero vendute e i Rivers si trasferirono a North Charleston, dove aprirono una pensione.
Rivers frequentò le scuole pubbliche locali, impiegando sei anni per conseguire il diploma nel 1926. Si iscrisse poi al College di Charleston e frequentò l'Università della Carolina del Sud per due anni, senza riuscire a laurearsi. Il preside della facoltà di giurisprudenza gli suggerì di cambiare percorso e di intraprendere un'altra professione per via della sua ansia da prestazione; tuttavia, Rivers era determinato a completare gli studi in legge, perciò tornò al college e studiò per superare l'esame da avvocato, riuscendo a conseguire il titolo nel 1932. Una volta divenuto avvocato, aprì il proprio studio legale privato.

### Carriera politica
Nel frattempo Rivers si dedicò all'attività politica come membro del Partito Democratico. Nel 1930 si candidò infruttuosamente per un seggio all'interno della camera bassa della legislatura statale, la Camera dei rappresentanti della Carolina del Sud. Nel 1933 avanzò una nuova candidatura e questa volta risultò eletto, facendo campagna elettorale con lo slogan "Give the Northern End of the County Representation" ("Date la rappresentanza all'estremità settentrionale della contea").
Rivers raccolse una grande popolarità tra l'elettorato e, quando nel 1936 meditò di candidarsi alla Camera dei Rappresentanti, il deputato in carica Thomas S. McMillan gli offrì una posizione come assistente speciale del procuratore generale degli Stati Uniti d'America, preoccupato che Rivers potesse sfidarlo e batterlo. Rivers accettò l'incarico, lavorando a Washington, in Louisiana e in Georgia.
Nel 1938, Rivers aiutò McMillan ad affrontare una complicata sfida nelle primarie, che lo vedeva contrapposto ad un candidato favorito dal popolare politico Burnet R. Maybank, che di lì a poco sarebbe divenuto governatore della Carolina del Sud. Al termine della competizione, McMillan venne rieletto.
Nel settembre del 1939, McMillan morì e Rivers programmò di candidarsi per il suo seggio al Congresso, che nel frattempo era stato occupato dalla vedova del deputato, Clara G. McMillan. Rivers lasciò il suo lavoro federale nel febbraio del 1940 e aprì uno studio legale a Charleston come base per la sua campagna elettorale. Il suo avversario nelle primarie democratiche era il popolare giocatore di baseball e veterano della prima guerra mondiale Fritz Von Kolnitz, che aveva il sostegno dell'establishment politico di Charleston e di Clara McMillan. Rivers sapeva che non avrebbe vinto nella circoscrizione della città di Charleston, così cercò di massimizzare il suo voto nelle zone rurali. Inoltre, essendo in clima di seconda guerra mondiale, Rivers associò il cognome tedesco di von Kolnitz per farlo apparire come un simpatizzante nazista; in questo, fu aiutato dal fatto che von Kolnitz era apertamente antisemita e sostenitore dell'isolazionismo, sostenendo che gli Stati Uniti non dovessero intervenire a fianco del Regno Unito nel contrasto bellico dei nazisti. Rivers riuscì ad aggiudicarsi le primarie grazie al voto dei residenti rurali e, successivamente, vinse anche le elezioni generali, divenendo deputato ed entrando in carica il 3 gennaio 1941. Una volta eletto, votò a favore del primo Lend Lease Act nel 1941 per prestare aiuti militari all'esercito britannico e alla Royal Navy, nonché aiuti alimentari per i soldati e i civili britannici che affrontavano la guerra. Votò per estendere la misura anche nel 1944.
Non avendo ottenuto un seggio all'interno della commissione per l'agricoltura, venne destinato a quella per la marina mercantile e la pesca. Fu nominato membro della commissione per gli affari navali, che successivamente si unì alla commissione per gli affari militari formando la commissione per i servizi armati della Camera. La sua prima misura legislativa andò in porto nel 1942, quando scrisse un disegno di legge per costruire un oleodotto dal Mississippi alla costa sud-orientale; la misura fu approvata dal Congresso e firmata dal Presidente Roosevelt, ma il Segretario degli Interni Harold L. Ickes si rifiutò di costruire l'oleodotto a causa dell'opposizione delle compagnie petrolifere.
Una delle sue battaglie politiche in tema alimentare fu quella per l'abrogazione della tassa federale sulla margarina; l'imposta era stata creata perché la margarina era un surrogato decisamente più economico del burro e questo era visto come una minaccia per i produttori di latte. Quando, nel 1944, Rivers presentò per la prima volta il disegno di legge per abrogare la tassa, venne osteggiato dai colleghi del Midwest e la misura fu affossata in commissione agricoltura. Nonostante ciò, Rivers reintrodusse il disegno di legge ogni anno, ottenendo pertanto il soprannome "Oleo Rivers". Nel 1948, lanciò una petizione per forzare un voto sulla misura portandola fuori dalla commissione agricoltura. I sondaggi effettuati nel 1949 mostrarono che il 69% dei cittadini statunitensi sosteneva l'abrogazione della tassa sulla margarina. Il disegno di legge approdò quindi alla Camera, dove passò, e poi superò l'esame del Senato e fu tradotto in legge dal Presidente Truman nel 1950. Secondo la moglie di Rivers, i produttori di margarina gli furono talmente grati che gli inviarono gratuitamente scorte del prodotto fino al giorno della sua morte.

### Posizioni sui temi razziali

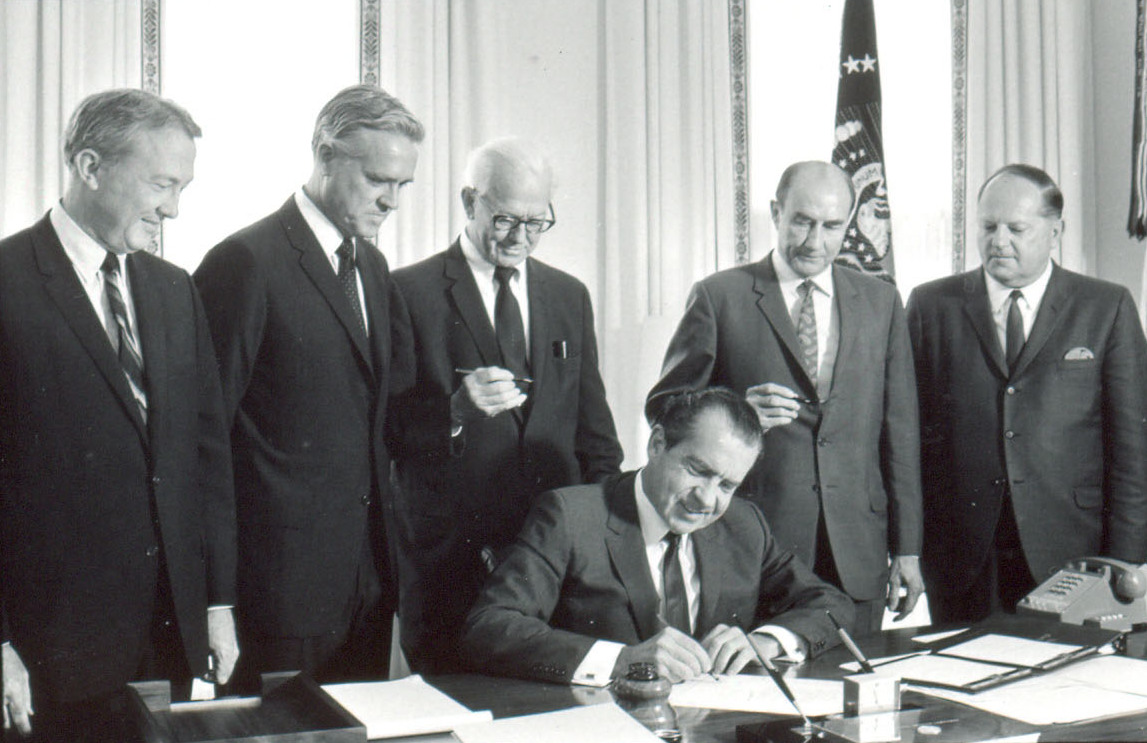
L. Mendel Rivers con la delegazione congressuale della Carolina del Sud e il Presidente Richard Nixon

Come molti esponenti democratici del Sud a quell'epoca, L. Mendel Rivers fu un convinto segregazionista. Nel 1956 sottoscrisse, insieme agli altri deputati della Carolina del Sud, il cosiddetto 'Southern Manifesto, un documento di opposizione all'integrazione razziale nei luoghi pubblici. Rivers votò contro tutte le leggi sui diritti civili: Civil Rights Act del 1957, quello del 1960, quello del 1964 e quello del 1968, così come il ventiquattresimo emendamento della Costituzione degli Stati Uniti e il Voting Rights Act del 1965. Affermò che la NAACP agiva sotto l'influenza comunista e fu, inoltre, l'unico deputato della Carolina del Sud a dichiararsi membro dei Consigli dei Cittadini Bianchi.
Rivers contestò apertamente il giudice della corte distrettuale federale di Charleston, Julius Waties Waring, il quale aveva stabilito che ai cittadini neri dovesse essere permesso di votare alle primarie democratiche e che la segregazione nelle scuole fosse incostituzionale. Il giudice Waring si era pronunciato in due occasioni a favore dei ricorrenti che avevano fatto causa perché nella Carolina del Sud degli anni quaranta il Partito Democratico aveva riservato il voto nelle primarie ai soli cittadini bianchi; il magistrato sostenne che le elezioni dovessero essere "liberamente aperte a tutti i partiti... senza discriminazioni di razza, colore o credo". In una sentenza storica del 1951, Briggs contro Elliott, Waring espresse un'opinione dissenziente schierandosi contro la segregazione scolastica a Summerton e lavorando accanto a Thurgood Marshall, all'epoca avvocato della NAACP per portare il caso di fronte alla Corte Suprema; per le sue posizioni, che condussero poi alla sentenza Brown contro l'ufficio scolastico di Topeka, il giudice Waring fu costretto a lasciare la Carolina del Sud insieme alla moglie. Rivers lanciò una campagna contro Waring, che tuttavia non venne mai messo sotto accusa e si trasferì a New York dove continuò ad esercitare le funzioni di giudice federale. Ai funerali del giudice, morto nel 1968, presero parte oltre duecento neri e meno di una dozzina di bianchi. Quando il Presidente Truman firmò l'ordine esecutivo 9981, che puntava a vietare nelle Forze Armate degli Stati Uniti qualsiasi forma di discriminazione razziale, il deputato Rivers lo definì un "pollo morto" e un "politico fallito". Sfidando Truman, Rivers sostenne la candidatura di Strom Thurmond, esponente Dixiecrat, nelle elezioni presidenziali del 1948.
Rivers partecipò alla Convention Nazionale Democratica del 1952, che portò alla nomination presidenziale di Adlai Stevenson II, ma nelle elezioni generali del 1952 sostenne apertamente il candidato repubblicano Dwight D. Eisenhower. In realtà, quando Eisenhower divenne effettivamente presidente, diede avvio alla desegregazione di tutte le scuole nelle basi militari e, quando venne chiesto a Rivers se avrebbe sostenuto nuovamente Eisenhower anche nelle presidenziali del 1956, questi rispose "Diavolo no! Non c'è educazione al secondo calcio di un mulo", un modo gergale per intendere che non si commette due volte lo stesso errore.
Nel corso degli anni sessanta, Rivers ammorbidì il suo ostracismo rispetto alla legislazione sui diritti civili, poiché per detenere maggiori poteri alla Camera necessitava del sostegno del partito; si avvicinò a George Wallace, che gli chiese di concorrere come suo vice nelle presidenziali del 1968, offerta che Rivers declinò per non perdere la presidenza della commissione per i Servizi Armati della Camera che aveva ottenuto nel 1965.

### Presidente della commissione per i Servizi Armati

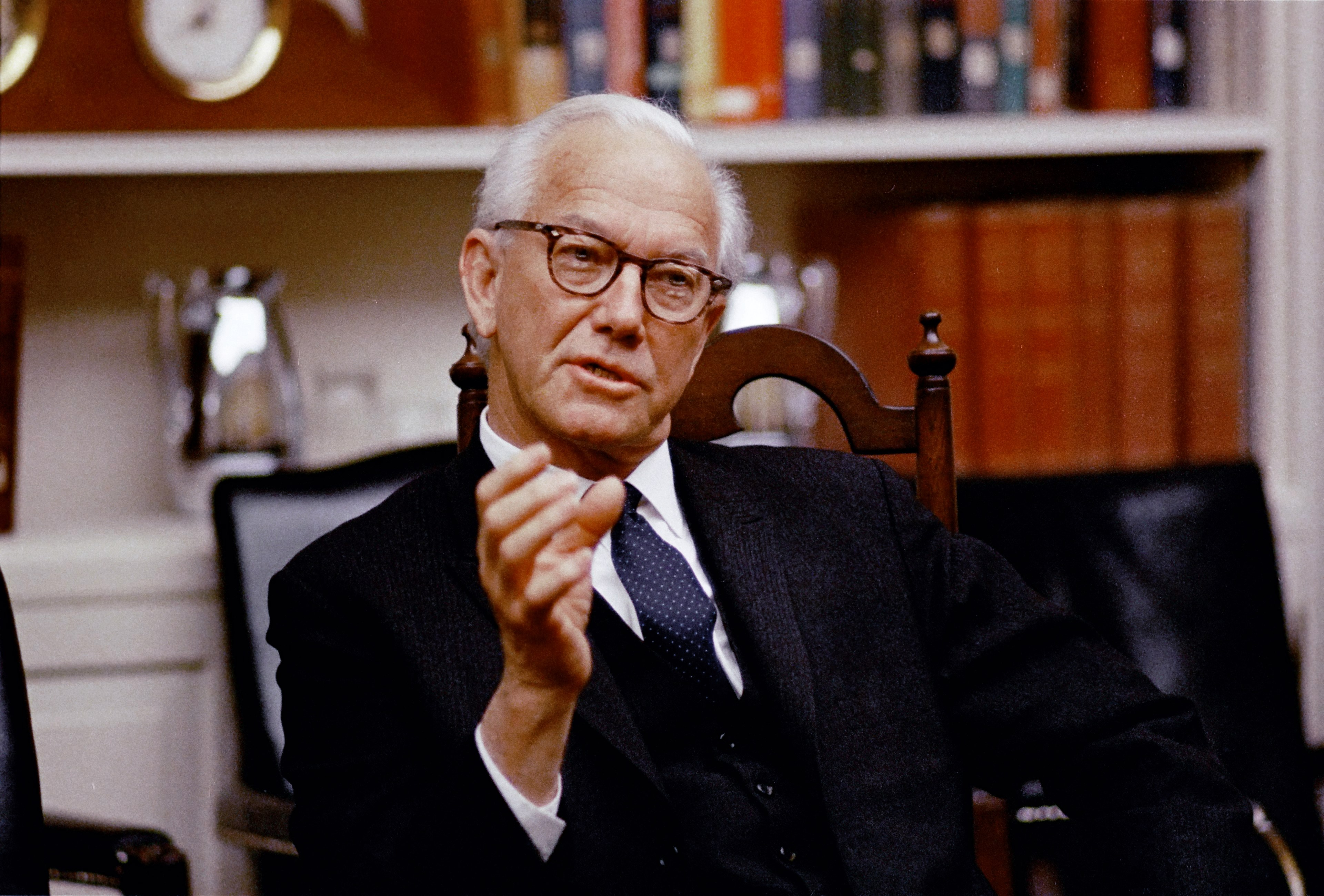
L. Mendel Rivers alla Casa Bianca nel 1968

L. Mendel Rivers divenne presidente della commissione per i Servizi Armati della Camera nel 1965, dopo il ritiro di Carl Vinson. Dopo essersi trasferito nel suo ufficio di presidenza, vi appose una targa che citava l'ottava sezione del primo articolo della Costituzione degli Stati Uniti, che riguardava il potere militare del Congresso. Rivers era infatti convinto che il Congresso non dovesse in alcun modo delegare tali poteri né al Presidente né al Segretario della Difesa.
Durante tutto il suo servizio da presidente della commissione, si configurò come uno strenuo sostenitore dell'esercito e dei soldati statunitensi. Nel 1963 ottenne di collegare l'importo delle pensioni dei militari agli aumenti dell'indice dei prezzi al consumo, in linea con quanto già avveniva per le pensioni dei dipendenti federali. Nel 1964 ottenne la garanzia delle cure mediche negli ospedali militari ai soldati in pensione e ai loro familiari. Ottenne per i militari aumenti di stipendio e benefit vari, tanto che molti soldati erano soliti scrivergli delle lettere per sottoporgli le proprie problematiche e pregarlo di sostenere le loro cause.
Sostenne fortemente i rafforzamenti nella preparazione militare nazionale, propose di rendere a propulsione nucleare tutte le navi della marina statunitense e di sviluppare jet di tipo Lockheed C-5 Galaxy per l'United States Air Force sebbene avessero costi molto elevati. Nel suo ultimo discorso alla Camera dei Rappresentanti, il 7 dicembre del 1970, affermò: "Mentre discutiamo la questione del mantenimento della nostra capacità militare, l'Unione Sovietica va avanti. Sembriamo decisi al suicidio nazionale. Come nazione, non possiamo permetterci di spendere un centesimo in meno per la difesa nazionale rispetto a quello che è necessario per assicurare che voi, io e i nostri figli possiamo convincere i sovietici che non oserebbero premere il grilletto quando una pistola sovietica viene puntata contro le nostre teste". Nello stesso discorso, pronunciò la citazione con la quale spesso fu ricordato: "La misura finale della nostra capacità di sopravvivere come nazione in un mondo ostile non sarà quanto bene avremo gestito le nostre risorse interne e i nostri programmi interni, ma se avremo evitato ed ostacolato le forze del male che ci trascinerebbero nel crogiolo della guerra con l'Unione Sovietica. Se falliamo in questo sforzo, avremo fallito in tutto".

### Ruolo nella guerra del Vietnam
Inizialmente scettico rispetto alla guerra del Vietnam, L. Mendel Rivers ne divenne in seguito uno dei maggiori sostenitori. Si autodefiniva "il nonno dei falchi da guerra", invocò l'impiego di armi nucleari contro i vietnamiti e si espresse a favore dell'invasione di Hanoi, asserendo che gli Stati Uniti dovessero "radere al suolo Hanoi e dire all'opinione mondiale di andare a far volare un aquilone".
I giornalisti evidenziarono il ruolo determinante di Rivers nella decisione dell'amministrazione Nixon di non procedere contro alcuni soldati dei Berretti Verdi accusati di aver ucciso un agente sospettato di doppiogiochismo per i vietnamiti.
Durante un'indagine del Congresso sul massacro di Mỹ Lai del 1968, Rivers criticò l'ufficiale e pilota di elicotteri dell'esercito Hugh Thompson Jr. per aver dato l'ordine ai suoi uomini di sparare sui soldati americani a Mỹ Lai se avessero continuato a sparare a civili vietnamiti disarmati; il deputato definì il militare un traditore e sostenne che dovesse essere perseguito penalmente. Rivers affermò apertamente di non credere al fatto che i soldati americani avessero compiuto tale massacro, negando pubblicamente che lo stesso evento fosse mai avvenuto. Tentò di proteggere il sottotenente dell'esercito William Calley, che fu in seguito condannato per crimini di guerra a causa di ventidue omicidi compiuti a Mỹ Lai. Convocò in sottocommissione tutti i principali testimoni dell'evento, compreso Hugh Thompson, rifiutandosi di rilasciare le trascrizioni dell'udienza ed impedendo di fatto ai pubblici ministeri militari di convocarli come testimoni di fronte alla corte marziale di Calley. Per questi motivi, L. Mendel Rivers passò alla storia come uno dei politici che avevano tentato di insabbiare la vicenda di uno dei più grossi massacri della guerra del Vietnam.

### Morte
Nel mese di novembre del 1970, L. Mendel Rivers era stato rieletto per il suo sedicesimo mandato. A dicembre dello stesso anno si recò a Birmingham, dove aveva programmato un intervento cardiochirurgico per sostituire la valvola mitrale nel centro medico dell'Università dell'Alabama. Morì per le complicazioni post-operatorie, dopo aver subito diversi arresti cardiaci. All'epoca della morte, aveva da poco compiuto sessantacinque anni.
Nella sua dichiarazione commemorativa per il defunto, il Presidente Nixon affermò: "Nel corso della sua carriera, il deputato Rivers si è attenuto fermamente alla convinzione che la libertà che esiste nel mondo moderno è inestricabilmente legata alla forza militare degli Stati Uniti. Ha combattuto per quella convinzione in commissione, al Congresso, nel Paese. Nessuna mutevole opinione nazionale, nessuna quantità di critiche ostili, lo distolsero dal corso che riteneva giusto per l'America. Con la sua morte ho perso un amico su cui potevo contare nei momenti di grave difficoltà; la Carolina del Sud ha perso uno degli uomini più illustri della sua storia; e l'America ha perso un patriota.".
Il cappellano della Camera, Edward G. Latch, nella sua preghiera funebre, elogiò Rivers "per la sua devozione alla nostra nazione, particolarmente alle nostre Forze Armate".
Dopo la morte di L. Mendel Rivers, la presidenza della commissione per i Servizi Armati andò per soli tre giorni al deputato uscente Philip J. Philbin e poi a F. Edward Hébert, che condivideva con Rivers molte posizioni.

### Vita privata ed immagine pubblica

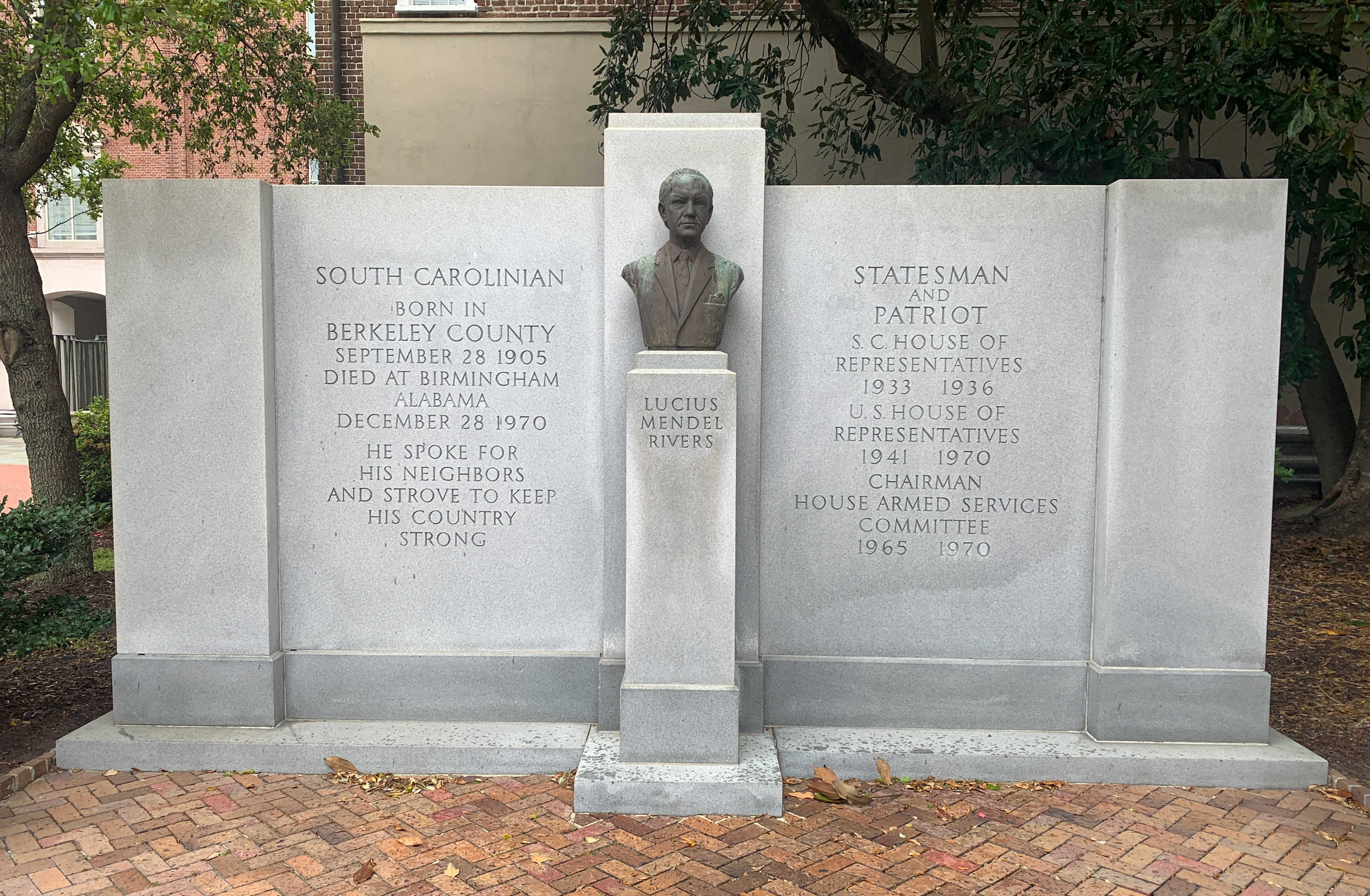
Monumento dedicato a L. Mendel Rivers nella città di Charleston

Nel 1938, Rivers sposò Margaret Middleton, conosciuta in campeggio all'età di ventiquattro anni. La coppia ebbe tre figli: Peggy nel 1939, Marion nel 1943 e Mendel Jr. nel 1947.
Appassionato seguace del pugilato, fu amico di Jack Dempsey e di Gene Tunney.
Secondo quanto riportato dai giornalisti, Rivers ebbe per tutta la vita problemi di alcolismo, tanto da ottenere diversi ricoveri per disintossicarsi presso il Bethesda Naval Hospital. Il noto cronista di Washington Drew Pearson lo definì "un rischio per la sicurezza", dal momento che presiedeva la commissione per i Servizi Armati nonostante il suo binge drinking; Pearson dedicò otto pagine a Rivers nel suo libro The Case Against Congress.

### Omaggi
Nel 1948 un tratto della U.S. Route 78 fu intitolato Rivers Avenue, poiché grazie a lui quella era divenuta la prima strada a quattro corsie a North Charleston. Durante la guerra del Vietnam, i soldati statunitensi si riferivano ad una strada della baia di Cam Ranh come Mendel Rivers Parkway. Dopo aver impedito la chiusura della Altus Air Force Base, la città di Altus in Oklahoma gli intitolò la scuola elementare locale. A lui fu anche dedicato un sottomarino militare classe Sturgeon che porta il suo nome, lo USS L. Mendel Rivers.
Nel dicembre del 1999, L. Mendel Rivers fu incluso nell'elenco dei "magnifici dieci charlestoniani che hanno plasmato il XX secolo" dal Charleston Magazine, per il suo ruolo nell'espansione militare del suo distretto congressuale.